# Idaspe
Idaspe – opera sceniczna skomponowana w typowym dramatycznym, pociągłym stylu neapolitańskim w 1730 roku. Skomponował ją Riccardo Broschi (1698–1756), włoski kompozytor późnego baroku, brat słynnego śpiewaka-kastrata Carlo Broschiego znanego pod pseudonimem Farinelli. Z opery tej pochodzi aria Ombra fedele anch'io.